# Xestobium plumbeum
Xestobium plumbeum is een keversoort uit de familie klopkevers (Anobiidae). De wetenschappelijke naam van de soort is voor het eerst geldig gepubliceerd in 1801 door Illiger.